# Doroteusz (arcybiskup Aten)
Doroteusz, imię świeckie Dorotheos Kottaras (ur. 1888 w Hydrze, zm. 26 lipca 1957 w Sztokholmie) – grecki biskup prawosławny, zwierzchnik Greckiego Kościoła Prawosławnego w latach 1956–1957.

## Życiorys
W 1909 ukończył studia teologiczne i prawnicze na uniwersytecie ateńskim. Naukę kontynuował w Lipsku, gdzie kształcił się w zakresie prawa kościelnego.
Po studiach wstąpił do klasztoru, a 18 września 1910 został wyświęcony na diakona. Przez kolejne dziewięć lat służył w kościele św. Jerzego w Atenach. 19 grudnia 1922 został wyświęcony na księdza przez metropolitę Hydry i Spetses Prokopiusa. W tym samym roku otrzymał sakrę biskupią i został mianowany metropolitą Cytery i Antycytery.
15 stycznia 1935 przeniesiony do diecezji Larisa-Platamon, w której pracował do 29 marca 1956. W tym dniu Sobór Greckiego Kościoła Prawosławnego wybrał go zwierzchnikiem Kościoła, arcybiskupem Aten i całej Grecji. Zmarł na atak serca w szpitalu w Sztokholmie.

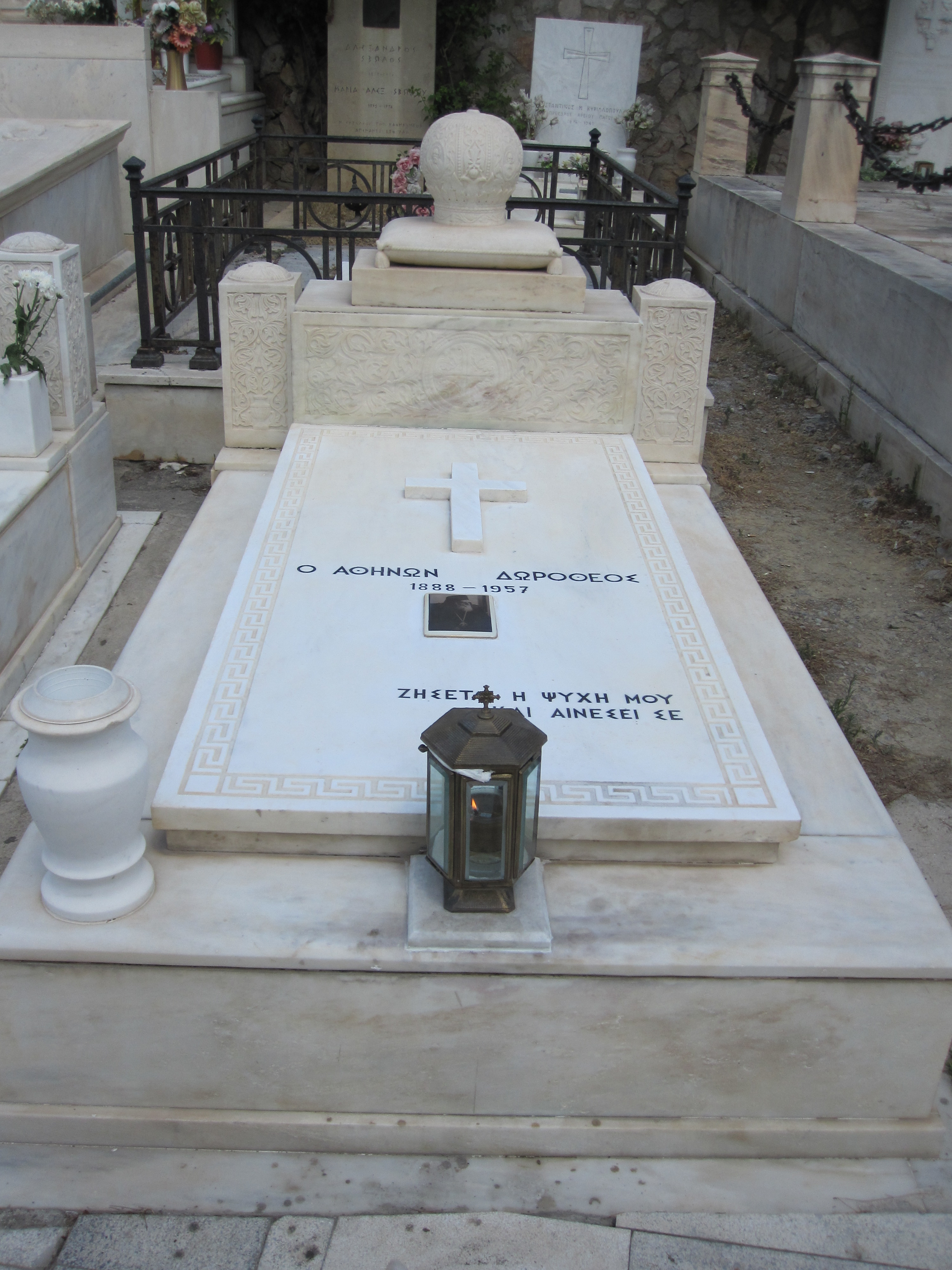
Grób arcybiskupa w Atenach

Był autorem ponad czterdziestu prac naukowych poświęconych prawu kościelnemu.